# Khyree Jackson
Khyree Anthony Jackson (geboren am 11. August 1999 in Washington, D.C.; gestorben am 6. Juli 2024 bei Upper Marlboro, Maryland) war ein US-amerikanischer American-Football-Spieler auf der Position des Cornerbacks. Er spielte College Football für die Alabama Crimson Tide und die Oregon Ducks. Jackson wurde in der vierten Runde des NFL Draft 2024 von den Minnesota Vikings ausgewählt, kam aber noch vor Saisonbeginn bei einem Autounfall ums Leben.

## Leben
Jackson wurde in Washington, D.C. geboren. Er wuchs in Upper Marlboro, Maryland, auf und besuchte dort die Dr. Henry A. Wise Jr. High School. Er spielte dort Football als Wide Receiver. Ab 2017 ging er auf das Arizona Western College, ein Community College in Yuma, Arizona, um eine Karriere als College-Football-Spieler zu verfolgen. Jackson kehrte allerdings aufgrund von Heimweh nach wenigen Monaten zurück nach Maryland. Daraufhin spielte er eineinhalb Jahre lang keinen Football, erwog zwischenzeitlich eine Karriere als E-Sportler in NBA 2K und arbeitete im Freizeitpark Six Flags America, bei der Schnellrestaurantkette Chipotle Mexican Grill sowie in einer Filiale der Supermarktkette Harris Teeter.
Jackson spielte ab 2019 erneut Football, als er ein Stipendienangebot des Fort Scott Community College aus Fort Scott in Kansas erhielt. Dort spielte er zunächst als Wide Receiver, wechselte aber später auf die Position des Cornerbacks. Nach einer Saison für Fort Scott wechselte Jackson für die Saison 2020 auf das East Mississippi Community College, das als eines der stärksten Junior-College-Teams gilt und das durch die Netflix-Serie Last Chance U Bekanntheit erlangt hatte, um sich dort für ein Team der NCAA Division I zu präsentieren und in den Vordergrund zu spielen. Zwar fiel die Saison 2020 wegen der COVID-19-Pandemie aus, allerdings kam er über den Cheftrainer von East Mississippi in Kontakt mit Nick Saban, dem Cheftrainer der Alabama Crimson Tide, so dass Jackson ab 2021 für die University of Alabama und damit eines der renommiertesten und größten College-Football-Teams des Landes spielte.
In seiner ersten Saison für Alabama kam er in 12 Spielen zum Einsatz und stand bei der Niederlage im College Football Playoff National Championship Game, dem Spiel um die nationale College-Meisterschaft, gegen die Georgia Bulldogs in der Startaufstellung. In der Saison 2022 bestritt Jackson neun Spiele für Alabama; für zwei Partien wurde er suspendiert, da er gegen Teamregeln verstoßen hatte. Daraufhin entschloss er sich für die Saison 2023 zu einem Wechsel zu den Oregon Ducks der University of Oregon. Für Oregon war er in zwölf Spielen Stammspieler, setzte 34 Tackles, führte sein Team mit drei Interceptions und zehn abgewehrten Pässen in beiden Statistiken an und wurde in das All-Star-Team der Pacific-12 Conference für die Saison 2023 gewählt.
Im April 2024 wurde Jackson im NFL Draft 2024 von den Minnesota Vikings in der vierten Runde an 108. Stelle ausgewählt. Er trainierte in der Saisonvorbereitung mit dem Team.
Jackson starb in den frühen Morgenstunden des 6. Juli 2024 zusammen mit zwei ehemaligen Mitspielern seiner Highschool bei einem Verkehrsunfall. Ihr Auto wurde um 3:14 Uhr auf der Maryland Route 4 nördlich seines Heimatortes Upper Marlboro von einem anderen Fahrzeug gerammt, kam von der Straße ab und kollidierte mit mehreren Baumstümpfen.
Das Baseballteam Minnesota Twins hielt bei seinem Spiel am 6. Juli vor Spielbeginn eine Schweigeminute für Jackson ab. Jackson wurde am 25. Juli unter Anteilnahme mehrerer Spieler und Trainer der Vikings in seinem Heimatort Upper Marlboro beigesetzt. Seine Trikotnummer 31 wird bei den Vikings in der Saison 2024 nicht erneut vergeben.